# Казаліно
Казаліно (італ. Casalino, п'єм. Casalin) — муніципалітет в Італії, у регіоні П'ємонт,  провінція Новара.
Казаліно розташоване на відстані близько 500 км на північний захід від Рима, 75 км на північний схід від Турина, 12 км на південний захід від Новари.
Населення — 1570 осіб (2014).
Щорічний фестиваль відбувається 29 червня. Покровитель — Петро (апостол).

## Демографія
Населення за роками:

Станом на 1 січня 2023 року в муніципалітеті офіційно проживав 61 іноземець з 17 країн, серед них 12 громадян країн Євросоюзу та 7 громадян України.

## Сусідні муніципалітети
- Б'яндрате
- Борго-Верчеллі
- Казальбельтраме
- Казальволоне
- Конфієнца
- Граноццо-кон-Монтічелло
- Новара
- Сан-П'єтро-Мозеццо
- Вінцальйо